# The Last of England
The Last of England je britský hraný film z roku 1987, který režíroval Derek Jarman podle vlastního scénáře. Snímek měl světovou premiéru na Edinburgh International Film Festivalu.

## Děj
Film je pojmenován podle obrazu Poslední z Anglie anglického malíře Forda Madoxe Browna. Režisér Derek Jarman jím popisuje svůj osobní pohled na situaci ve Velké Británii v polovině 80. let a také odráží události v Jarmanově osobním životě.
Film nemá souvislý děj, ale sestává spíše ze sledu nezávislých scén, které jsou v podstatě spojeny pouze svou obrazností. Film neustále střídá černobílé a barevné záběry. Jarman také stále přidává krátké filmové segmenty ze soukromých rodinných scén, které vytvořil jeho otec a dědeček.

## Ocenění
- Teddy Award za nejlepší krátký film
- C.I.C.A.E Award v kategorii Forum of New Cinema
- Los Angeles Film Critics Association – nejlepší experimentální/nezávislý film